# Moreton (Dorset)
Pour les articles homonymes, voir Moreton.
Moreton est un village du Dorset, Angleterre. Il se trouve dans la vallée de la rivière Frome à 10 km à l'est de Dorchester. La population était de 373 habitants en 2011.
T. E. Lawrence (Lawrence d'Arabie) est inhumé à Moreton. Le village est aussi connu pour les vitraux de son église, créés par Sir Laurence Whistler pour remplacer les vitres colorées qui avaient été posées en remplacement des vitraux soufflés par les bombes durant la Seconde Guerre mondiale.